# 哈尔莫科
哈尔莫科（1939年2月7日—2021年7月4日）生于东爪哇省岸朱县克托索诺，是印度尼西亚政治家，印度尼西亚共和国新秩序政府时期的新闻部长，以及哈比比时期的人民协商会议主席。他曾担任印度尼西亚记者协会主席，后来成为苏哈托政府新闻部长。